# Открытый университет Израиля
Открытый университет Израиля (ивр. האוניברסיטה הפתוחה‎) — один из университетов государства Израиль, признанных Советом по высшему образованию при Министерстве образования. Его особенность состоит в том, что учебный процесс проходит по принципу дистанционного обучения.
Университет был замыслен в 1971 году по аналогии с британским Открытым университетом. Датой основания считается 14 апреля 1974 года и 17 октября 1976 года были начаты занятия. В 1980 году университет был официально признан высшим учебным заведением и получил право присваивать выпускникам степень бакалавра. В 1982 году 41 выпускник впервые получил дипломы бакалавров.